# Église Saint-Bénigne de Pontarlier
L’église Saint-Bénigne de Pontarlier est une église des XVe, XVIe et XVIIe siècles de style roman/gothique/franc-comtois avec son clocher-porche surmonté d'un dôme à l'impériale (ou clocher comtois) traditionnel de Franche-Comté, recouvert de tuiles vernissées, à Pontarlier dans le Haut-Doubs. Elle est dédiée à saint Bénigne et est inscrite aux monuments historiques depuis le 19 mai 1970.

## Historique
De 1651 à 1666 l’église Saint-Bénigne est presque totalement reconstruite « à l'identique » à l'emplacement d'une première église romane du XIe siècle dont il ne reste presque rien (à part un portail du XVe siècle) à la suite du passage en 1639 des troupes du duc Bernard de Saxe-Weimar (guerre de dix ans). L'église est consacrée en 1666 à Saint-Bénigne.

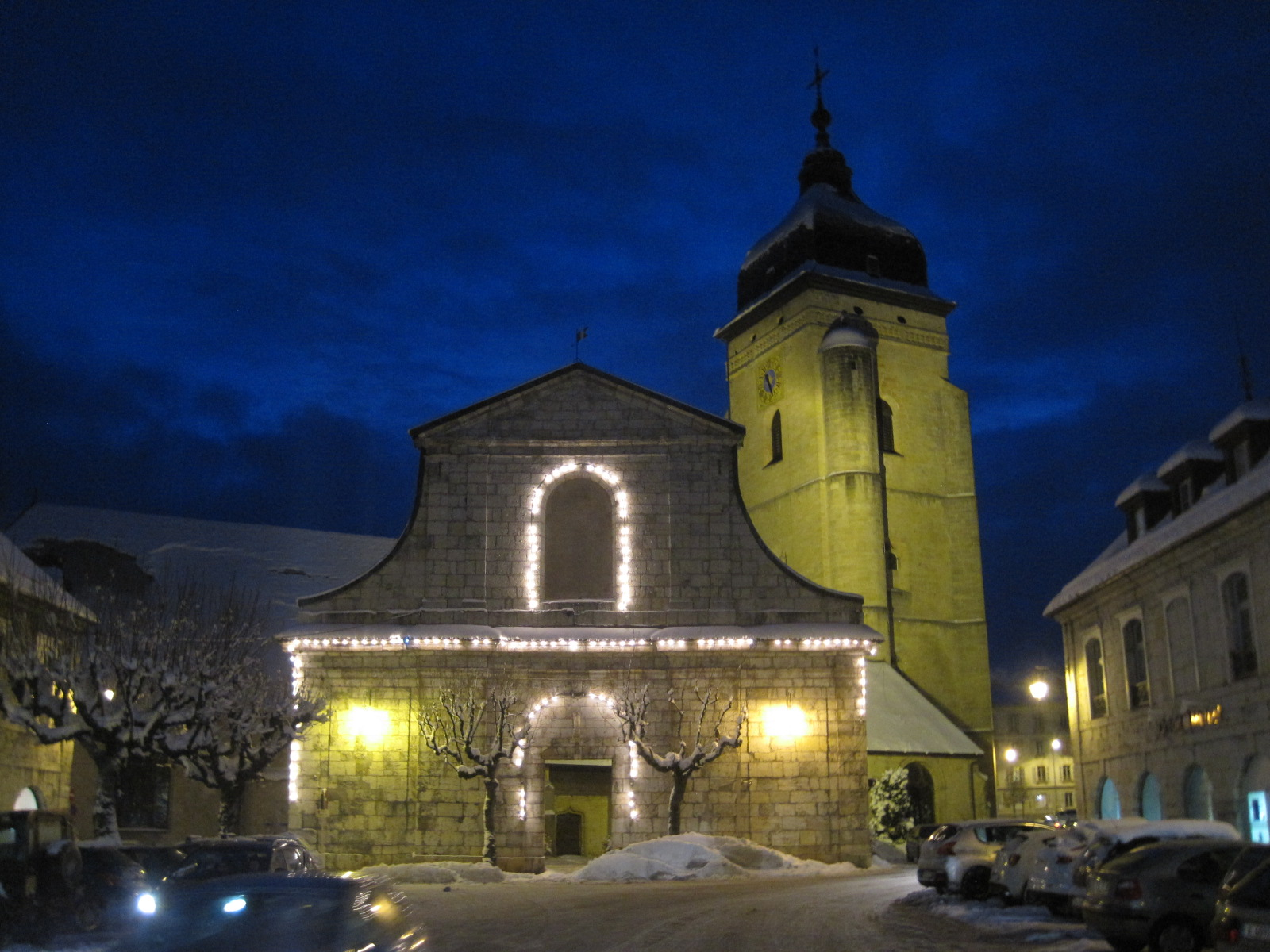
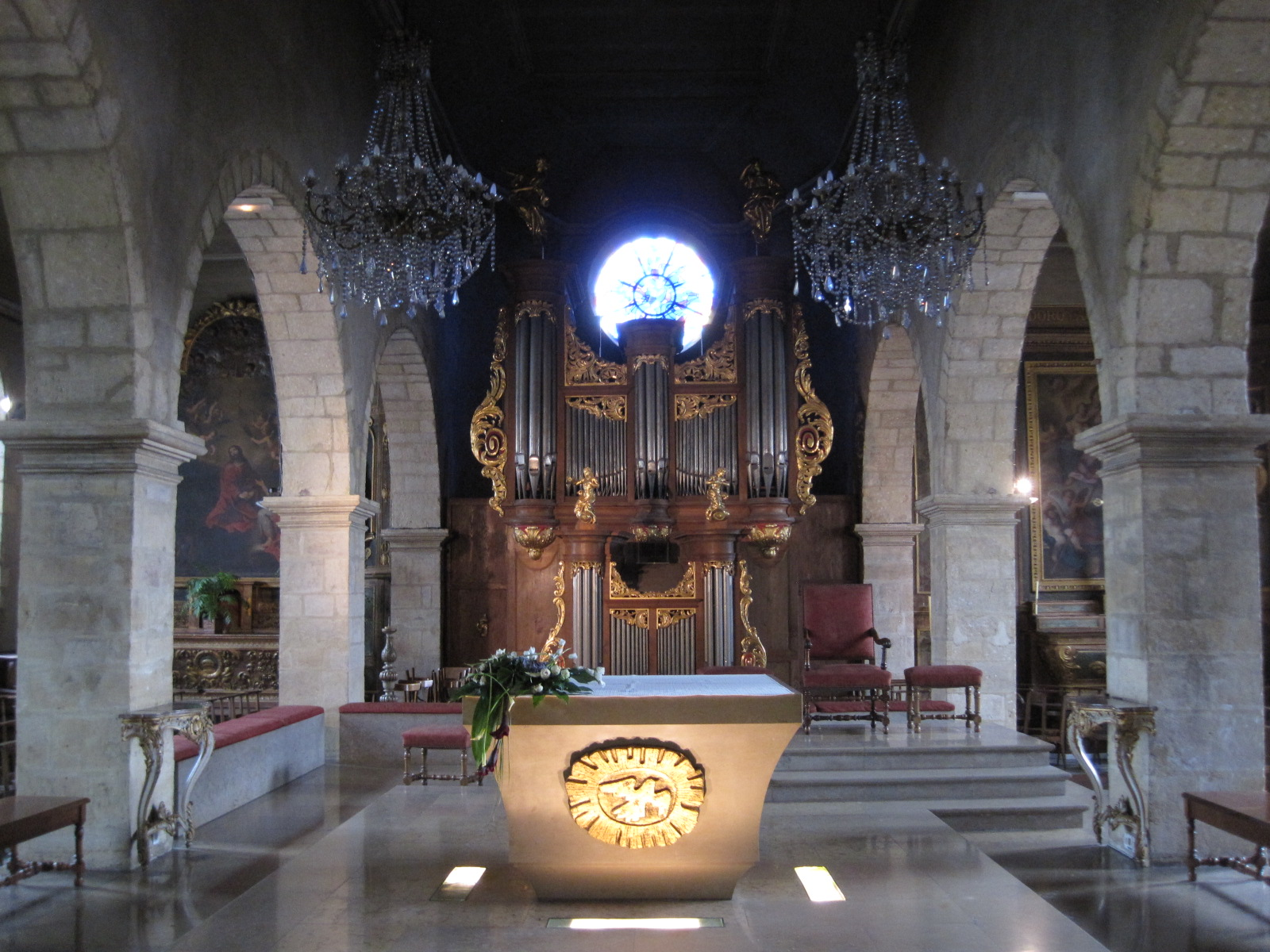
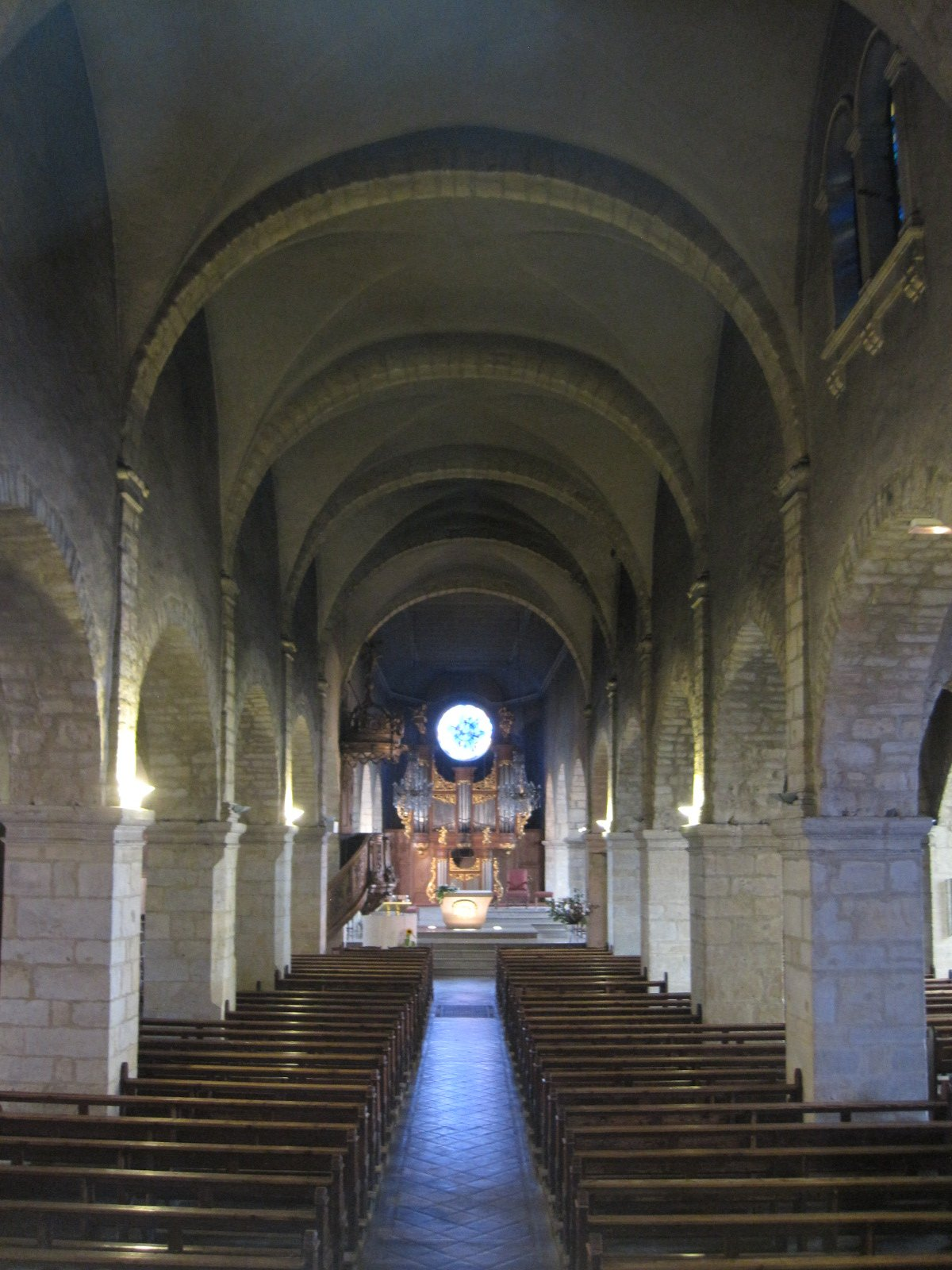

L'église est à nouveau endommagée gravement par deux incendies, celui de 1680 et celui qui ravage Pontarlier en 1736.

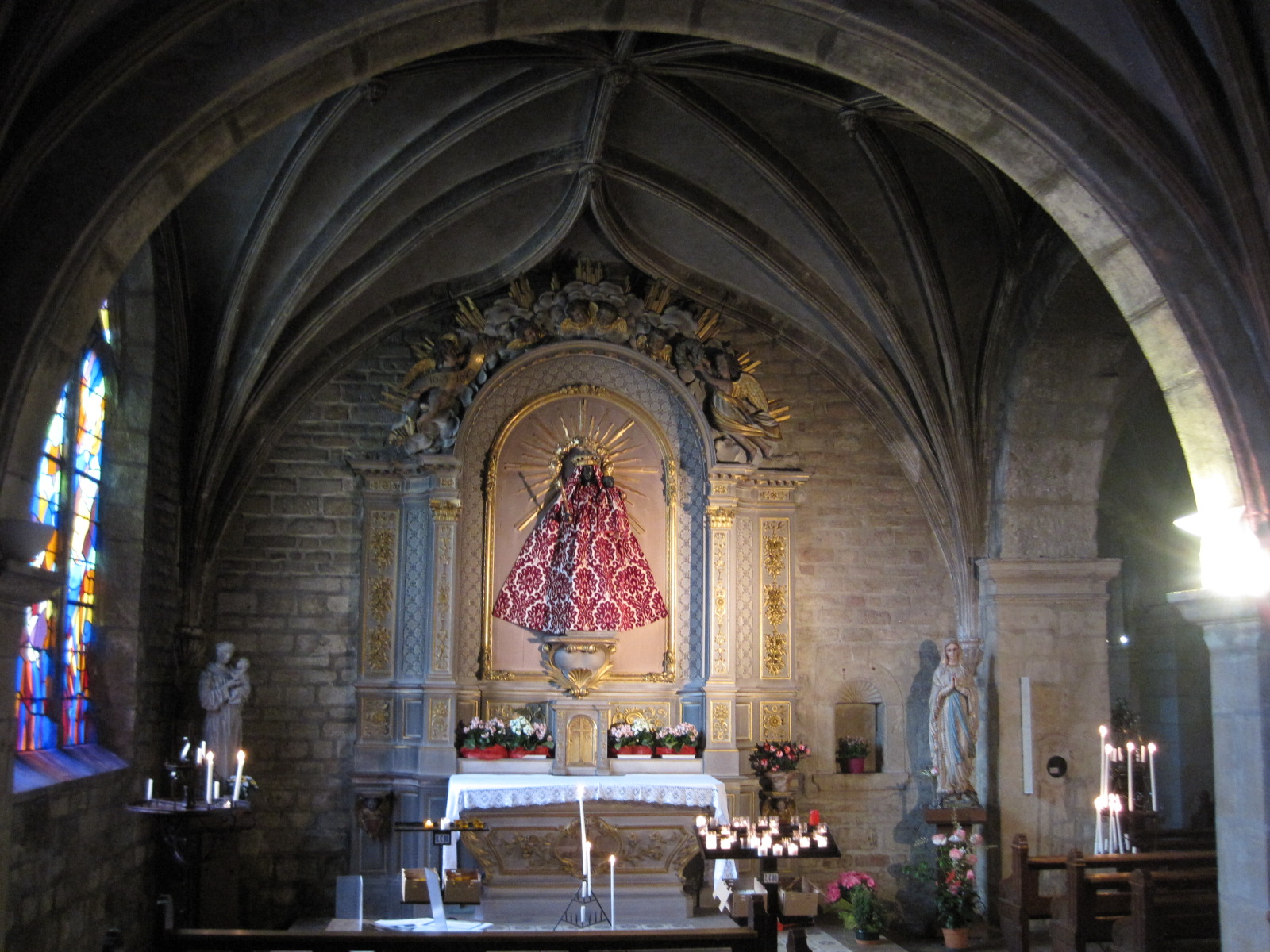
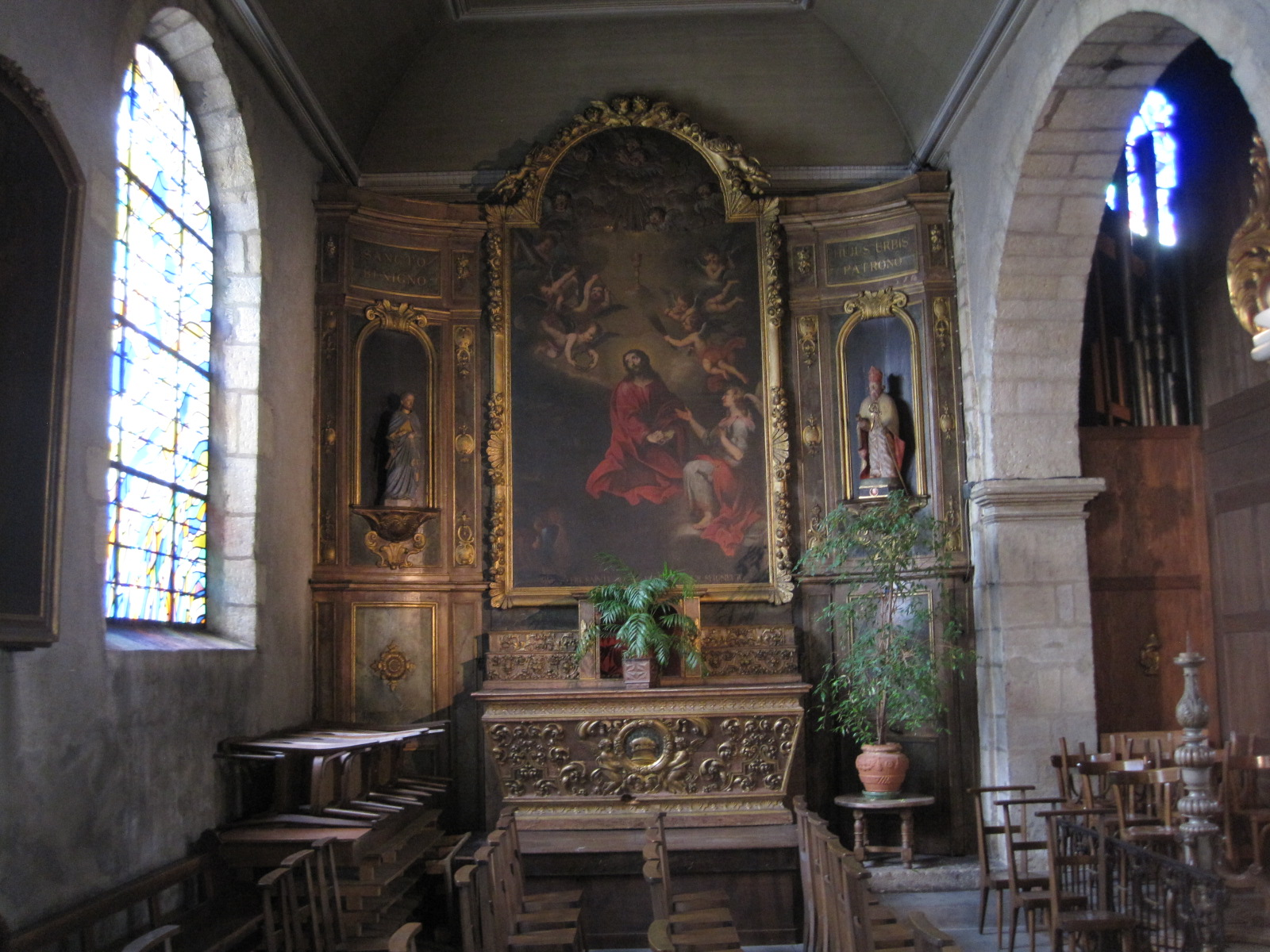
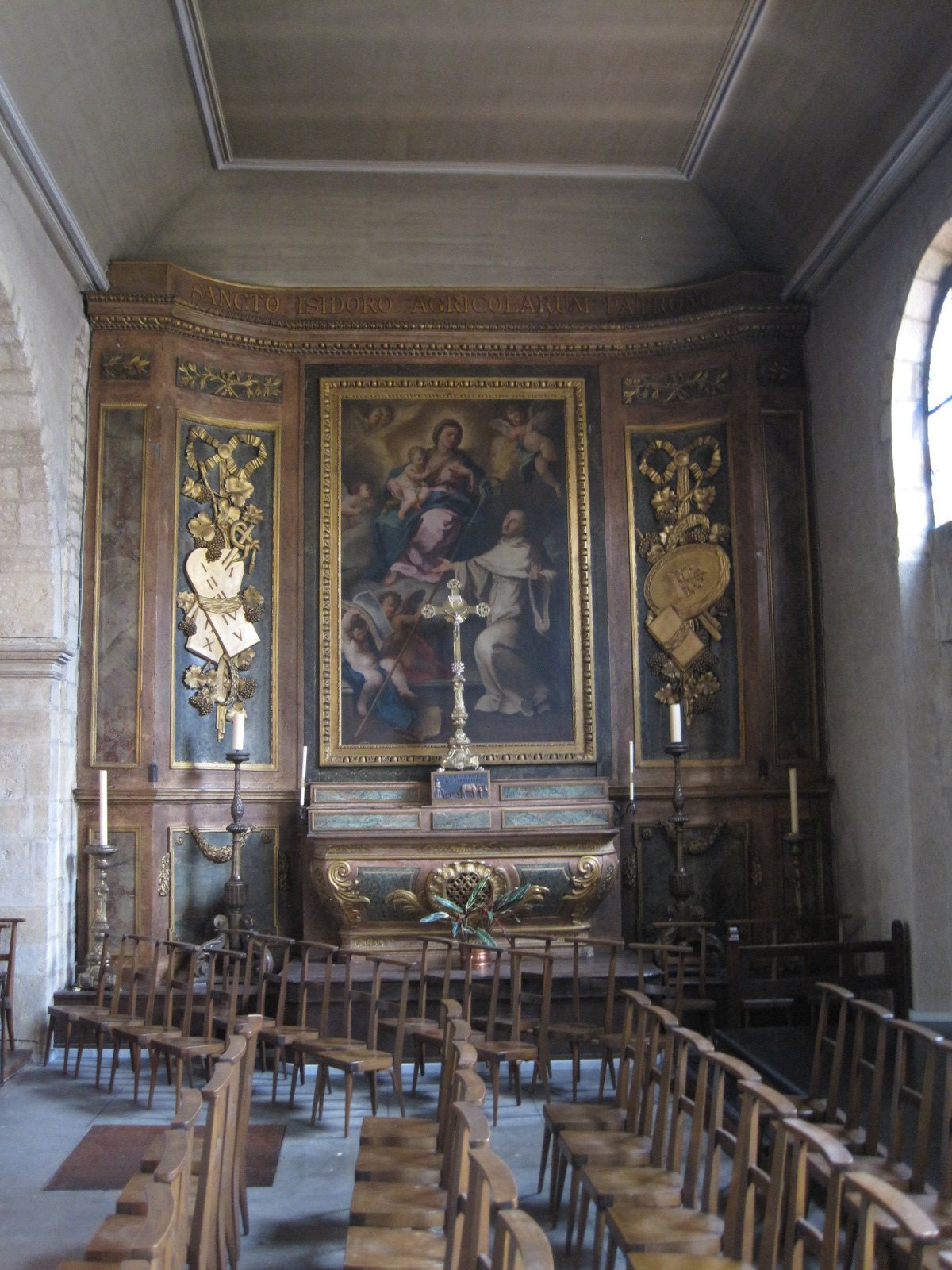

Le clocher-porche est reconstruit en 1681 et le dôme à l'impériale en 1753 par l'architecte Nicolas Nicole.
En 1970 l'église fait l'objet d'une importante restauration et de nouveaux vitraux sont réalisés en 1974 par le peintre Alfred Manessier et les ateliers Lorin de Chartres.

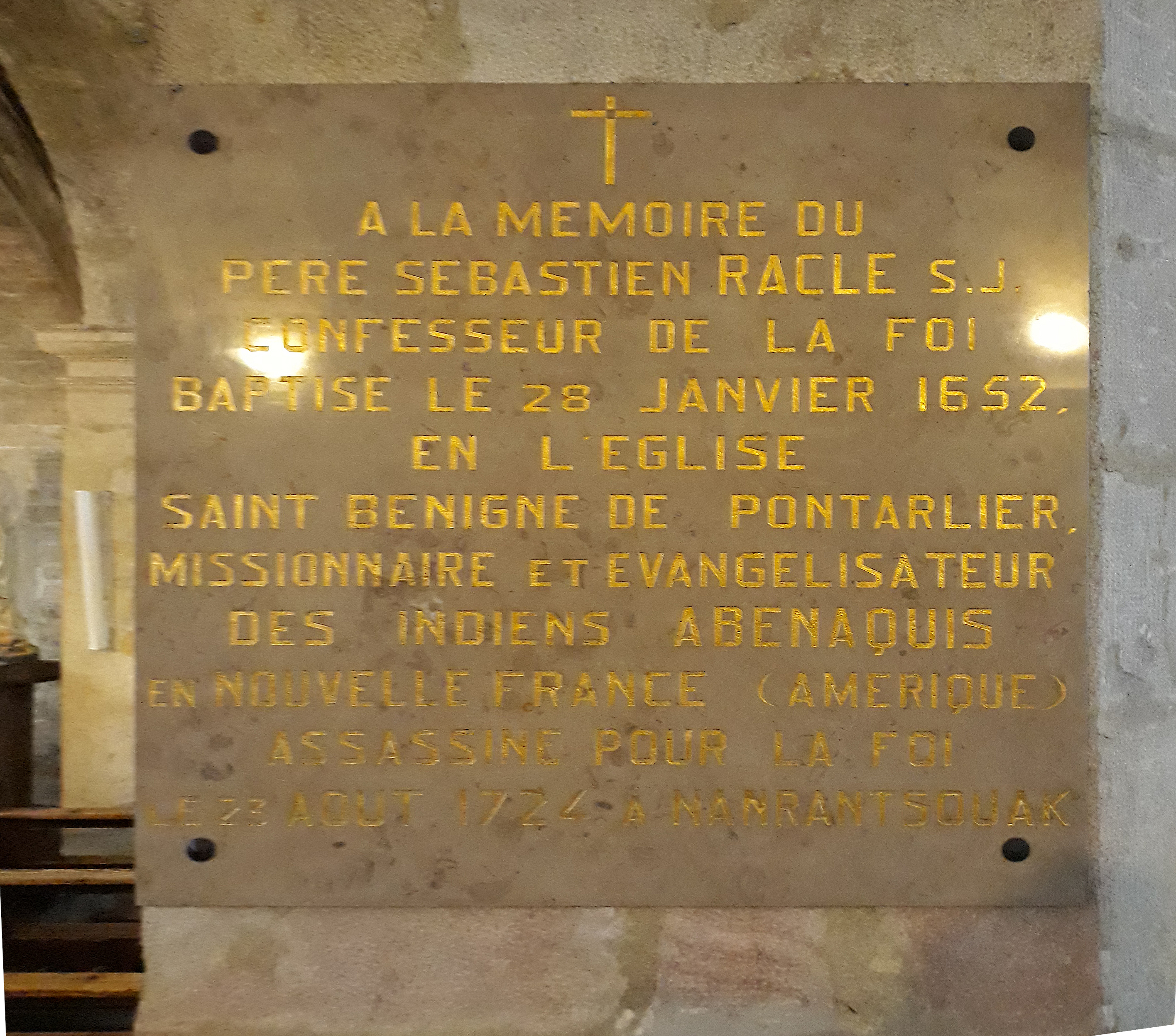
Plaque au missionnaire Sébastien Racle

L'orgue de 1758 de style Louis XV est restauré en 1844 puis en 1982.